# Corryocactus brevistylus
Corryocactus brevistylus là một loài thực vật có hoa trong họ Cactaceae. Loài này được (K.Schum. ex Vaupel) Britton & Rose mô tả khoa học đầu tiên năm 1920.

## Hình ảnh

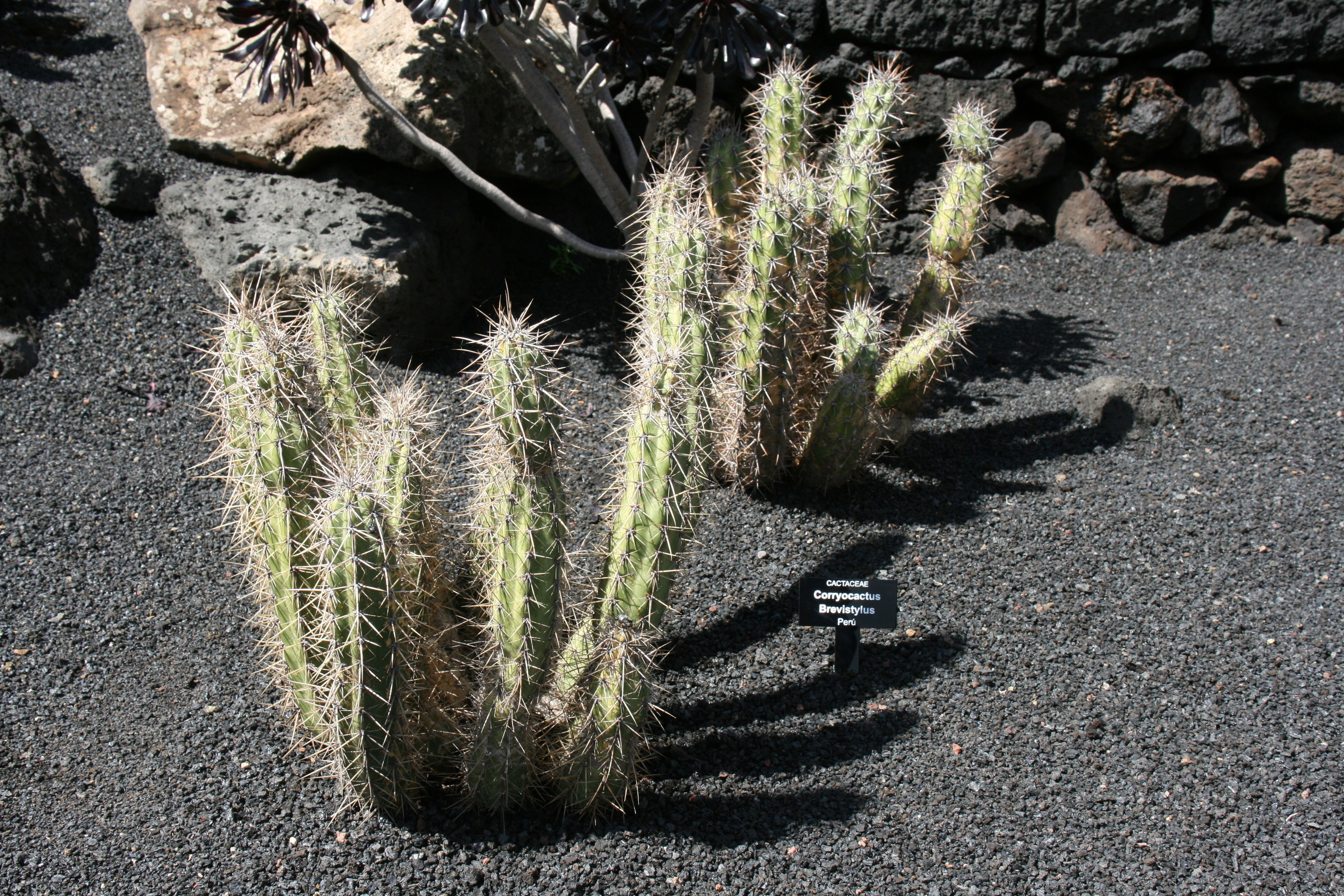
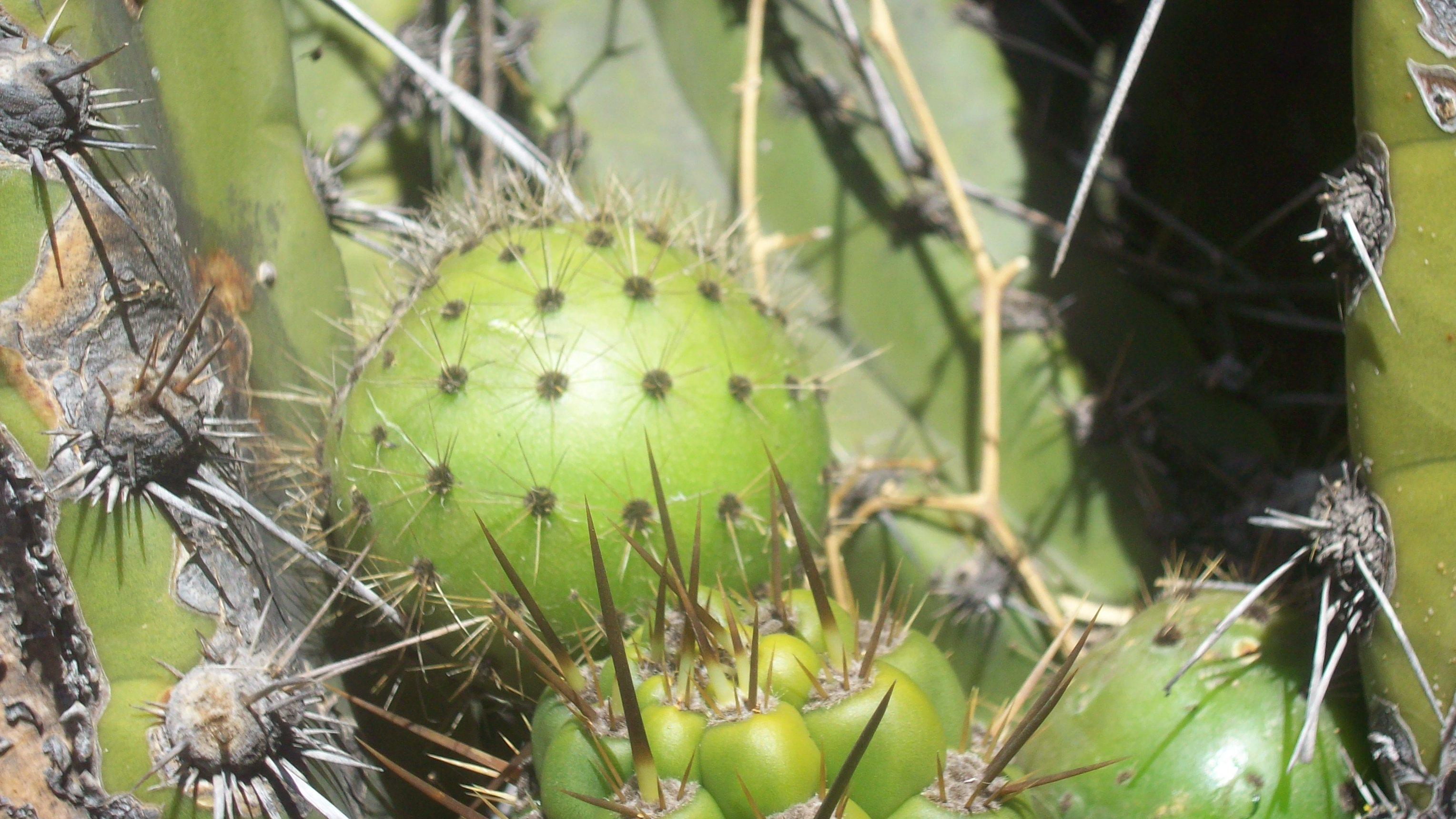
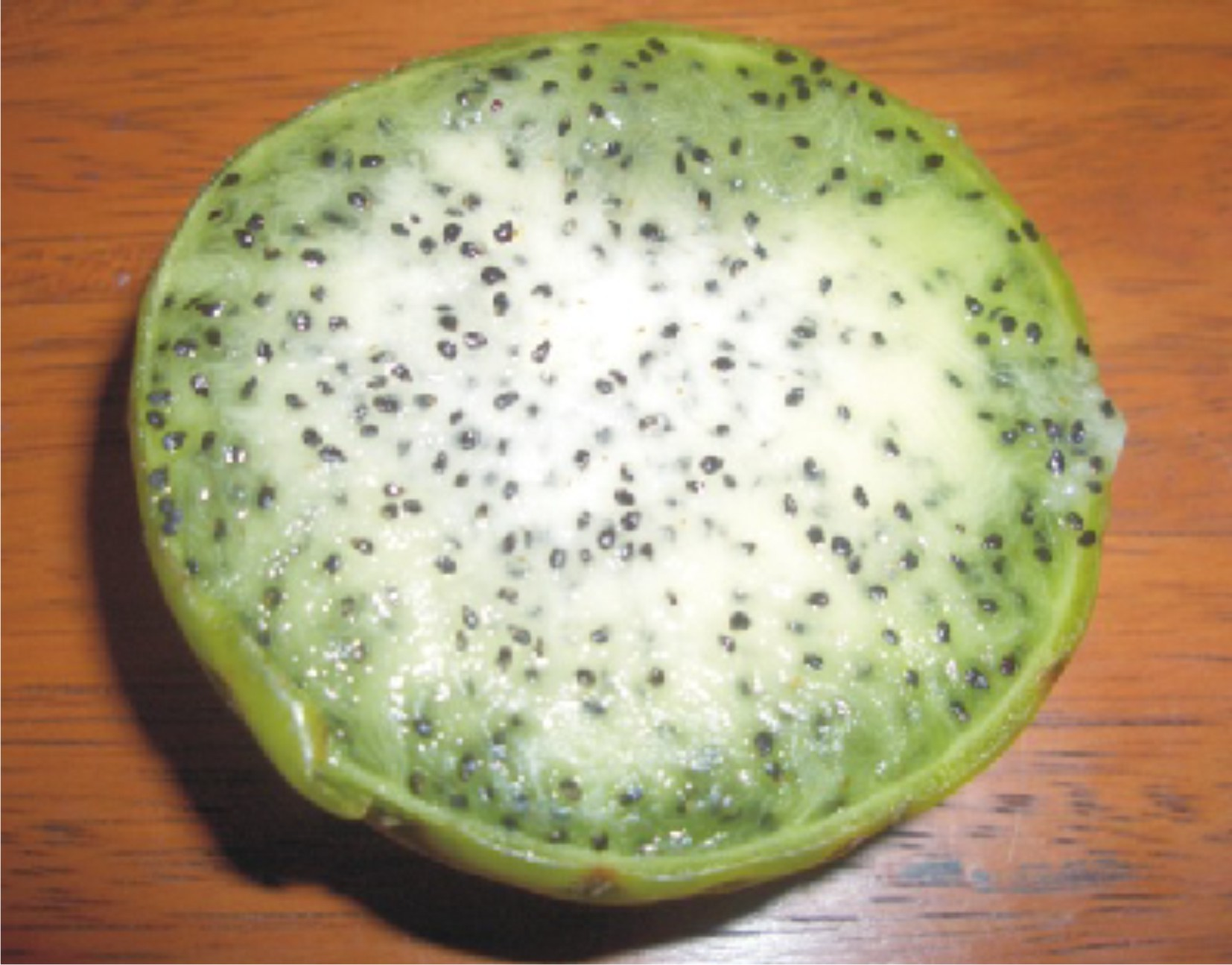